# راجر لوتز
راجر لوتز (انگلیسی: Roger Lutz؛ زادهٔ ۱۵ ژوئیهٔ ۱۹۶۴) بازیکن فوتبال اهل آلمان است.
از باشگاه‌هایی که در آن بازی کرده‌است می‌توان به باشگاه فوتبال کایزرسلاوترن و باشگاه فوتبال اف۹۱ دودلانژ اشاره کرد.